# Изат II
Изат II (др.-греч. Ἰζάτης), сын Моноза (Μονόβαζος), или Изат Бар Монобас (перс. ایزد‎ или ивр. זוטוס בן מונבז‎, 1 — 55) — царь клиентского парфянского царства Адиабены (на территории современного Ирака), который стал прозелитом иудаизма. Он был сыном царицы Елены, царицы Адиабены и царя Монобаза I Адиабенского.
Говорят, что царица Елена также была женой царя Абгара Эдесского и, следовательно, также царицей Эдессы.
В молодости его отец отправил ко двору царя Абинергаоса I из Харакены в Харакс Спасину. В это время в Хараксе Изат познакомился с еврейским купцом по имени Анания, который ознакомил его с принципами еврейской религии, и глубоко ими заинтересовался. Изат женился на дочери царя Абинергаоса Симахо, которая благодаря усилиям Анании обратилась в иудаизм. Его мать ранее перешла в иудаизму без ведома Изата. Вернувшись домой и взойдя на престол после смерти своего отца (ок. 31 г. н. э.), Изат узнал о переходе в иудаизм своей матери; он сам намеревался принять иудаизм, и даже решил совершить обрезание. Его учитель Анания и мать отговорили его, но в итоге его убедил другой еврей, Елеазар.
Некоторое время Изат наслаждался миром; его уважали настолько, что он был выбран в качестве арбитра между парфянским царем Артабаном III и его мятежной знатью (ок. 39 г. н. э.). Но когда несколько родственников Изата открыто признали свое обращение в иудаизм, некоторые из аристократов Адиабены тайно побудили Абию, арабского царя, объявить ему войну. Изат победил своего врага, который в отчаянии совершил самоубийство. Знать тогда вступила в сговор с Вологезом, царём Парфии, но последний в последний момент был лишён возможности осуществить свои планы, и Изат продолжал безмятежное правление в общей сложности двадцать четыре года.
Изат умер приблизительно в 55 г. н. э. Его мать, Елена, пережила его лишь на короткое время. У него осталось двадцать четыре сына и двадцать четыре дочери. На смену Изату пришёл его старший брат Монобаз II, который отправил останки Изата и царицы Елены в Иерусалим для захоронения.